# 山内首藤俊綱
山内首藤 俊綱（やまのうちすどう としつな）は、平安時代後期の武将。通称は滝口四郎、首藤滝口。

## 生涯
保元元年（1156年）の保元の乱の際に父の山内首藤俊通とともに源義朝に従い軍功を立てた。平治元年（1159年）の平治の乱では源義平に属し、京都の六条河原で平家方に離反した源頼政軍との戦いで致命傷を負い、義平の指示で斎藤実盛の介錯により同年12月27日に死没した。